# DJ Ross
DJ Ross est le nom de scène du DJ et producteur italien Rossano Prini, né à Milan le 13 août 1973. DJ Ross est un des DJ les plus influents de l'eurodance et, depuis 2005, il travaille avec le groupe Double You.

## Biographie
Rossano Prini commence sa carrière de DJ et de chanteur à l'âge de 17 ans, effectuant plusieurs représentations dans le nord de l'Italie. En mars 2002, il sort son premier single Dreamland, en collaboration avec Paolo "Paul Sander" Sandrini. La même année, en octobre, il sort son second single Emotion. Il sortira par la suite Smile (mai 2003) et Floating in Love (mars 2004).
En 2004, DJ Ross, en compagnie de Magic Box et Erika, effectue à São Paulo son premier concert. À partir de là, il sort de nouveaux hits tels que La Isla Bonita avec Teishan et Dance dance dance avec le groupe finlandais Beats and Styles. En mai 2005, il sort Get Up, crédité Dj Ross vs Double You, produit par Paolo Sandrini, suivit en 2006 par Beat Goes On. Ses derniers singles en date To the Beat (mars 2007) et Please Don't Go 2009 (juillet 2009), sont réalisés en collaboration avec Double You.
Le 4 août 2007, DJ Ross crée son premier programme radio, appelé "The Bomb", diffusé sur la radio italienne m2o.

## Discographie

### Solo
- 2002 "Dreamland" (Spy/TIME)
- 2002 "Emotion" (Spy/TIME)
- 2003 "Smile" (Spy/TIME)
- 2004 "Floating In Love" (Spy/TIME)
- 2013 "Baker Street" feat Marvin
- 2019 "La vie" feat.Kumi

### En collaboration avec Double You
- 2005 "Get Up" (Label 73)
- 2006 "Beat Goes On" (Label 73)
- 2007 "To The Beat" (Time)
- 2008 "Change" (Bang Record)
- 2009 "Please Don't Go 2009" (DWA Records)

## Clip vidéo
- Dreamland
- Floating In Love
- Emotion
- Beat Goes On
- Beat Goes On (participation de Double You)
- Please Don't Go 2009 (vs Double You)
- I wanna mmm (participation de The Lawyer)
- La vie